# Hermann Diels
Hermann Diels (18. května 1848, Biebrich, Německo – 4. června 1922, Berlín) byl německý klasický filolog, historik dějin filozofie, religionista a vydavatel antických textů.

## Životopis
Narodil se ve Wiesbadenu, kde jeho otec učil na základní škole. Zajímal se o přírodní vědy, ale na univerzitě v Berlíně studoval v letech 1867–1871 klasickou filologii. V Berlíně se seznámil s klasickým filologem Ulrichem von Wilamowitzem-Moellendorffem, s nímž ho následně pojilo úzké přátelství po celý život.
Po ukončení vysokoškolského studia působil jako učitel ve Flensburgu a Hamburku. V roce 1877 se vrátil do Berlína a působil v Pruské akademii věd jako redaktor při přípravě komentářů k Aristotelovi. V roce 1881 byl zvolen za člena Pruské akademie věd.
V roce 1882 se stal řádným profesorem na Humboldtově univerzitě v Berlíně. V roce 1891/1892 byl děkanem, v roce 1905/1906 rektorem univerzity. V roce 1895 se stal po Theodoru Mommsenovi sekretářem filozoficko-historické třídy Akademie a tuto funkci zastával až do roku 1920, kdy odešel do důchodu.
Zemřel 4. června 1922 na infarkt v Berlíně-Dahlemu, kde je i pohřben.

### Rodina
17. července 1873 se oženil s Bertou Dübellovou, se kterou měl syny: Ludwiga, Ottu a Paula

## Dílo
Jako klasický filolog vydal tři důležité filologické a filozofické práce: Doxographi graeca (1879), Commentary in Aristotelem graeca (1882–1909) a Fragmenty předsokratiků (1903).
Kromě toho publikoval další práce k dějinám techniky a medicíny v antice a práce o antickém náboženství.

## Vyznamenání
- 1891 Člen Aténské akademie věd
- 1902 Člen Kodaňské akademie věd
- 1909 Člen Akademie věd ve Filadelfii
- 1910 Čestný doktorát teologie Humboldtově univerzitě v Berlíně
- 1910 Velká zlatá medaile za umění a vědu
- 1912 Člen akademie věd v Oslo
- 1912 Dr. med. H.C. lékařské fakulty univerzity ve Freiburgu
- 1913 Rytíř řádu Pour le Mérite za vědu a umění
- 1917 Čestný člen Rakouské akademie věd